# Krai de Khabarovsk
O krai de Khabarovsk (russo:  Хабаровский край, tr. Khabarovski krai), é uma divisão federal da Federação da Rússia. Seu centro administrativo é a cidade de Khabarovsk. Foi criado em 20 de outubro de 1938. Situa-se principalmente na bacia hidrográfica do rio Amur, mas também ocupa um vasto território montanhoso na margem do mar de Okhotsk. De acordo com o censo populacional de 2010, tinha uma população de 1 343 869 residentes.

## Geografia
O krai de Khabarovsk limita com o oblast de Magadan a norte, a Iacútia e o oblast de Amur a oeste, o Oblast Autónomo Judaico, a República Popular da China, e o krai do Litoral a sul e o mar de Okhotsk a leste.
Caracteriza-se por taigas e tundras no norte, bosques pantanosos na depressão central, e bosques caducifólios no sul.
Está no fuso horário da Hora de Vladivostok (UTC+11).